# Segunda División 1950-1951 (Messico)
Il campionato di calcio di Segunda División messicana 1950-1951 è stato il primo campionato di secondo livello del Messico. Cominciò il 18 febbraio 1951 e si concluse il 3 giugno del 1951. Vide la vittoria finale del CD Zacatepec, con relativa promozione in Primera División.

## Squadre partecipanti
| Club              | Città                 | Stadio                      |
| ----------------- | --------------------- | --------------------------- |
| Irapuato          | Irapuato              | Estadio Irapuato            |
| Deportivo Morelia | Morelia               | Campo Morelia               |
| Pachuca           | Pachuca               | Estadio Revolución Mexicana |
| Querétaro         | Santiago de Querétaro | Estadio Corregidora         |
| Toluca            | Toluca                | Campo del Tívoli            |
| CD Zacatepec      | Zacatepec             | Estadio Agustín Coruco Díaz |
| Zamora            | Zamora de Hidalgo     | Parque Juan Carreño         |

## Classifica finale
|  | Pos. | Squadra           | Pt | G  | V | N | P | GF | GS | DR  |
|  | ---- | ----------------- | -- | -- | - | - | - | -- | -- | --- |
|  | 1.   | CD Zacatepec      | 19 | 12 | 8 | 3 | 1 | 26 | 15 | +11 |
|  | 2.   | Zamora            | 13 | 12 | 5 | 3 | 4 | 15 | 16 | -1  |
|  | 3.   | Pachuca           | 12 | 12 | 5 | 2 | 5 | 18 | 19 | -1  |
|  | 4.   | Irapuato          | 11 | 12 | 4 | 3 | 5 | 17 | 15 | +2  |
|  | 5.   | Deportivo Morelia | 11 | 12 | 5 | 1 | 6 | 18 | 18 |     |
|  | 6.   | Toluca            | 9  | 12 | 3 | 3 | 6 | 17 | 19 | -2  |
|  | 7.   | Querétaro         | 9  | 12 | 4 | 1 | 7 | 13 | 22 | -9  |

Legenda:
      Promosso in Primera División
Note:
Due punti a vittoria, uno a pareggio, zero a sconfitta.

## Risultati

### Tabellone
|           | IRA | MOR | PAC | QUE | TOL | ZAC | ZAM |
| Irapuato  |     | 3-1 | 1-1 | 0-2 | 1-0 | 2-3 | 4-0 |
| Morelia   | 3-1 |     | 5-1 | 2-1 | 2-1 | 0-1 | 1-2 |
| Pachuca   | 1-0 | 3-1 |     | 1-0 | 4-1 | 1-2 | 2-1 |
| Queretaro | 1-3 | 0-1 | 2-1 |     | 2-1 | 2-2 | 1-0 |
| Toluca    | 1-1 | 2-0 | 2-1 | 5-1 |     | 0-2 | 1-1 |
| Zacatepec | 0-0 | 2-1 | 4-2 | 4-1 | 2-2 |     | 4-2 |
| Zamora    | 2-1 | 1-1 | 0-0 | 2-0 | 2-1 | 2-0 |     |

## Verdetti Finali
- Il CD Zacatepec è promosso in Primera División 1951-1952.
- Nessuna retrocessione.